# بریل گیلروی
بریل آگاتا گیلروی (انگلیسی: Answick؛ ۳۰ اوت ۱۹۲۴ – ۴ آوریل ۲۰۰۱) یک معلم، رمان‌نویس، روان‌درمانگر قومی و شاعر گویانی بود. گاردین او را «یکی از مهم‌ترین مهاجران کارائیب پس از جنگ بریتانیا» توصیف کرد. او در سال ۱۹۵۱ به عنوان بخشی از نسل ویندراش به لندن مهاجرت کرد تا در دانشگاه لندن تحصیل کند، سپس چندین دهه به تدریس، نوشتن و بهبود آموزش گذراند. او عمدتاً با زنان و کودکان سیاه‌پوست به عنوان روان درمانگر کار می‌کرد و کتاب‌های کودکان او به عنوان برخی از اولین نمایش‌های لندن سیاه تحسین می‌شوند. او شاید بیشتر به عنوان اولین معلم سیاهپوست در لندن شناخته می‌شود.

## دوران جوانی
بریل گیلروی در ۳۰ اوت ۱۹۲۴ در اسپرینگلندز، گویان بریتانیا در خانواده‌ای بسیار پرجمعیت به دنیا آمد. پدرش در جوانی درگذشت و او به عنوان یک کودک بیمار تحت مراقبت پدربزرگ و مادربزرگ مادری‌اش بزرگ شد. هر دو تأثیرگذار بودند: پدربزرگش به او یاد داد که چگونه بخواند و مادربزرگش، سالی لوئیزا جیمز، عمیقاً بر او تأثیر گذاشت. او یک گیاه‌پزشک بود که مالکیت کوچک خانوادگی را مدیریت می‌کرد. گیلروی زمان زیادی را صرف گوش دادن به صحبت‌های زنان در حین کار کرد. مادربزرگش به ویژه قصه‌های فولکلور و ضرب‌المثل‌های گویان را برای او تعریف می‌کرد. گیلروی نوشتن خلاقانه را در دوران کودکی خود آغاز کرد و در خانه آموزش دید، زیرا پدربزرگ و مادربزرگش فکر نمی‌کردند که تحصیلات رسمی برای او کافی باشد. در سن ۱۲ سالگی، او برای تحصیل به جورج تاون فرستاده شد و این فرصتی بود برای او تا استقلالش را کشف کند.
گیلروی در سال ۱۹۴۵ مدرک درجه یک را از یک کالج تربیت معلم در جورج تاون دریافت کرد، سپس در برنامه تغذیه یونیسف به تدریس و سخنرانی پرداخت. او همچنین رئیس مدرسه بخش نوزادان مدرسه دولتی محلی بود. در سال ۱۹۵۱ او به بریتانیا نقل مکان کرد و دیپلم رشد کودک را از دانشگاه لندن گرفت. در مصاحبه ای در سال ۱۹۸۶، او عنوان کرد که باید انگلیسی را دوباره بیاموزد، زیرا با لهجه و اصطلاحات گویانی صحبت می‌کرد.

## شغل تحصیلی
سیاه‌پوست بودن و کارائیبی بودن، یافتن شغل معلمی را برای گیلروی دشوار می‌کرد. او و یوستاس ادوارد ریکاردو بریتویت دو تن از معدود معلمان کارائیب بودند که به دنبال شغل در لندن بودند و با برخوردهای وحشتناکی از سوی کارفرمایان بریتانیایی مواجه شدند، یعنی اعتقاد آنها مبنی بر اینکه کارائیبی‌ها آدمخوار هستند و بهداشت خوبی ندارند. در این بین او در یک کارخانه سفارش پستی، به عنوان خدمتکار و به عنوان ظرفشویی در یک کافه برای تأمین مخارج زندگی خود کار می‌کرد. او سرانجام در سال ۱۹۵۳ توسط اداره آموزش داخلی لندن استخدام شد و او را به اولین معلم زن سیاه‌پوست در لندن تبدیل کرد. اولین شغل معلمی او در یک مدرسه کاتولیک فقیر در بتنال گرین بود، جایی که دانش‌آموزان سال سوم او قبلاً توسط والدینشان کلیشه‌های نژادپرستانه را آموزش داده بودند. او در کتاب خاطراتش در سال ۱۹۷۶، معلم سیاه، یادآور می‌شود که بچه‌ها در ابتدای ورودش به کلاس زیر میز ناله می‌کردند و پنهان می‌شدند. در همین زمان بود که با پاتریک گیلروی، دانشمند بریتانیایی آلمانی که یک ضد استعمار فعال بود آشنا شده و با او ازدواج کرد. او بین سال‌های ۱۹۵۶و ۱۹۶۸ از تدریس کناره‌گیری کرد تا فرزندانشان دارلا جین و پل را بزرگ کند و مدرک کارشناسی ارشد خود را در روان‌شناسی به دست آورد.
او در سال ۱۹۶۸ به تدریس بازگشت، این بار به عنوان معاون مدرسه ابتدایی بکفورد (در سال ۲۰۲۱ به مدرسه ابتدایی وست همپستد تغییر نام داد). در دوران دوری او، مدارس از نظر نژادی متنوع تر شده بودند. او به‌طور متغیر تخمین زد که اکنون بین ۳۳ تا ۵۵ ملیت مختلف کلاس‌ها را پر کرده‌اند. پارلمان بریتانیا قانون روابط نژادی ۱۹۶۵ را به تصویب رساند و این امکان را برای او فراهم کرد که در هیئت روابط نژادی خدمت کند. در سال ۱۹۶۹ او اولین معلم سیاهپوست در لندن شد. وی علیرغم جایگاهی که داشت، دستمزد کمتری نسبت به همکاران متعصبش دریافت می‌کرد. او در سال ۱۹۸۰ مدرک کارشناسی ارشد خود را در رشته آموزش در دانشگاه ساسکس دریافت کرد. نهایتاً او بکفورد را در سال ۱۹۸۲ ترک کرد و به مرکز آموزش چند فرهنگی که توسط مؤسسه آموزش دانشگاه لندن و اداره آموزش داخلی لندن اداره می‌شد نقل مکان کرد. در اوایل دهه ۱۹۸۰ او یک گروه اطلاعاتی و پشتیبانی برای زنان سیاه‌پوست محلی با نام کامدن بلک سیستر را تأسیس کرد. او دکترای خود را در سال ۱۹۸۴ در دانشگاه سنت در ایالات متحده آغاز کرد و دکترای خود را در روان‌شناسی مشاوره در سال ۱۹۸۷ به پایان رساند. او در سال ۱۹۹۰ مرکز را ترک کرد.

## نوشتن
اثر اولیه گیلروی تأثیر زندگی در بریتانیا بر خانواده‌های هند غربی را بررسی می‌کند و آثار بعدی او به بررسی مسائل مربوط به غربت و برده‌داری آفریقایی و کارائیب می‌پردازد. بسیاری از داستان‌های او، چه داستانی و چه غیرداستانی، اغلب از دوران معلمی‌اش یا داستان‌هایی که مادربزرگش در کودکی تعریف کرده بود، سرچشمه می‌گرفت. زمانی که او بین سال‌های ۱۹۵۶ تا ۱۹۶۸ با فرزندانش در خانه بود، شروع به نوشتن چیزی کرد که به سریال نیپرز تبدیل می‌شد. اینها اولین داستانهای کودکانه در مورد حضور سیاهپوستان بریتانیایی در لندن محسوب می‌شوند و قرار بود جایگزین کتابهای قدیمی جانت و جانت شوند. او احساس می‌کرد که این سریال برای بچه‌ها از همه نژادها قابل استفاده است، زیرا «آنها مشکلات یکسانی دارند، فقط آنها آن را نمی‌دانند یا نمی‌پذیرند.» New People at Twenty-Four، یکی از کتاب‌های سری نیپر بود که دربارهٔ ازدواج بین نژادی بحث می‌کند. این اولین کتاب برای کودکان توسط نویسنده‌ای از نژادی دیگر بود.

## افتخارات و جوایز
- ۱۹۸۲: جایزه نویسندگی خلاق شورای لندن بزرگ[۴]
- ۱۹۸۶: جایزه نویسندگی خلاق شورای لندن بزرگ برای خانه فرانگیپانی[۵]
- ۱۹۸۷: جایزه ادبی گویان برای خانه فرانگی‌پانی[۲۵]
- ۱۹۸۹: جایزه ادبی گویان برای ساندویچ پسر[۲۵]
- ۱۹۹۰: جایزه شورای لندن بزرگ برای خدمات در آموزش
- ۱۹۹۲: جایزه ادبی گویان برای استدمن و جوانا[۱۴][۲۵]
- ۱۹۹۵: دکترای افتخاری روان‌شناسی از دانشگاه شمال لندن[۲۰][۲۱]
- ۱۹۹۶: مورد تجلیل انجمن نویسندگان و محققان زن کارائیب[۴][۲۱]
- ۱۹۹۶: جایزه ادبی گویان برای Inkle و Yarico[۲۵]
- ۲۰۰۰: بورسیه افتخاری از مؤسسه آموزش دانشگاه لندن برای کمک‌های عمده به روان‌شناسی آموزشی در لندن[۲۱][۲۲]
- ۲۰۰۴: کت و شلوار دامن نارنجی گیلروی در نمایشگاهی با عنوان سبک بریتانیایی سیاه در موزه ویکتوریا و آلبرت گنجانده شد[۱۶]
- ۲۰۲۲: نقاشی دیواری از گیلروی توسط فیپسی سیلرن در خارج از مدرسه ابتدایی وست همپستد، مدرسه ابتدایی سابق بکفورد[۱۵][۲۶][۲۷]